# يوسف خيال أوغلو
يوسف خيال أوغلو (بالتركية: Yusuf Hayaloğlu)‏ (الميلاد 1953م في أوفاجيك محافظة تونجلي، الوفاة 2009 إسطنبول)، شاعر وملحن ورسام تركي درس في مدرسة حيدر باشا الثانوية (بالتركية: Haydarpaşa Lisesi)‏. بدأ تعلم الرسم في أكاديمية اسطنبول للفنون الجميلة (حاليا: جامعة معمار سنان) بعد التعليم الثانوي في مدينة إلازيغ.
كتب ولحن لكبار المطربين الأتراك مثل إبراهيم طاطليسيس وأحمد كايا، توفي في الثالث من شهر مارس عام 2009 نتيجة سرطان الرئة.
من أهم أشعاره :
"هدية الانفصال"
"لو كنت الثلوج في الجبال"
أين شبابي
أنا ذاهب
طفلتي الصغيرة 
ماهي الحياة أمي 
"من يستطيع الصمت"
"قلبي ينزف"
"مرحبا نالان"
"أي فصل"
"مثل الانتحار"
"نحن ثلاثة أشخاص"
"رجل رائع"
"فكر بي لا تنساني
"لا تلمسها" 

## روابط خارجية
- يوسف خيال أوغلو على موقع ميوزك برينز (الإنجليزية)
- يوسف خيال أوغلو على موقع ديسكوغز (الإنجليزية)